# トラムトレイン

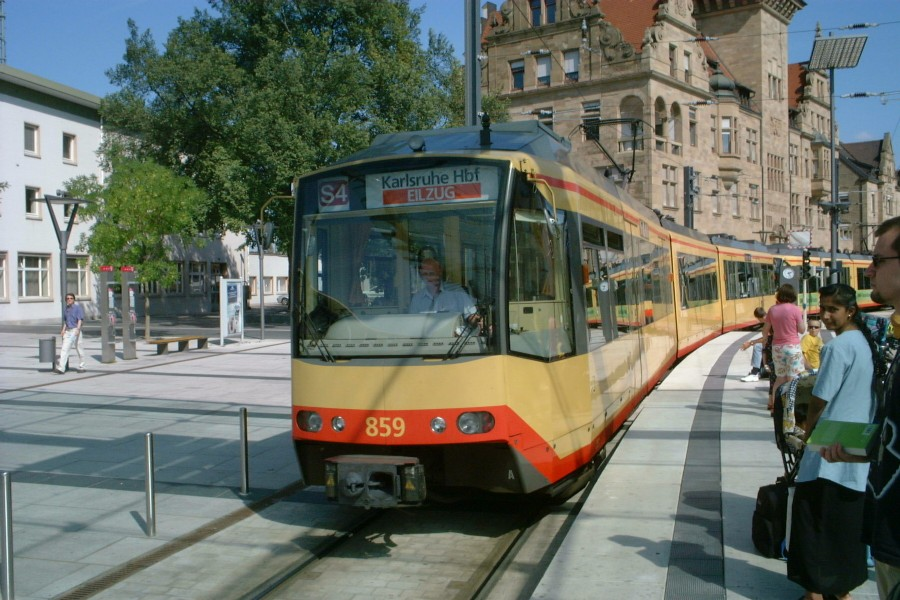
カールスルーエのトラムトレイン（ハイルブロン市内）

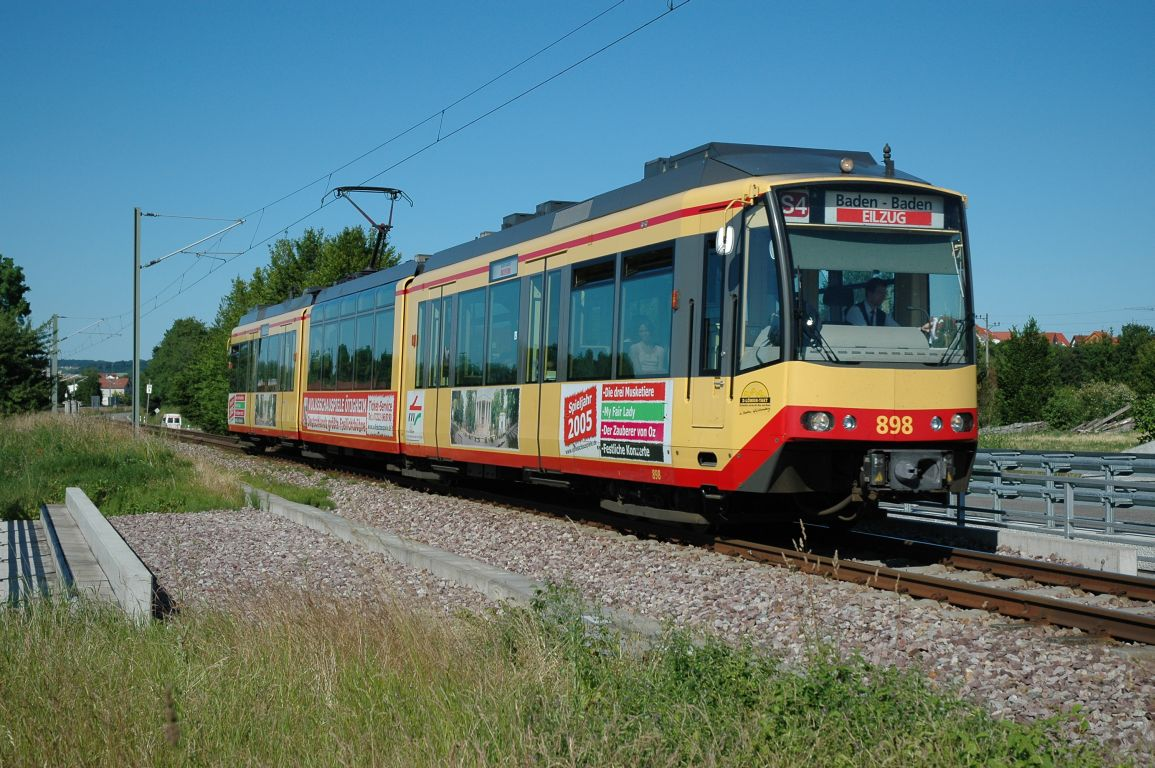
鉄道線上での走行

トラムトレイン（Tram-train）とは、高規格の路面電車（トラム）の車両を一般の都市間鉄道路線上で走らせる形態の軌道輸送交通機関を指す。多くの事例では郊外の専用軌道から都心部の併用軌道へ、乗り換えを必要としない利便性の高い路面電車として走行している。
この方式を、1992年にはじめて実現したドイツのカールスルーエに倣い、「カールスルーエモデル」と呼ばれるほか、ドイツ語では、Zweisystemstadtbahn（ツヴァイシステムシュタットバーン＝2方式都市電車）、Regionalstadtbahn（レギオナルシュタットバーン＝地域都市電車）などとも呼ばれる。現在はドイツを中心に欧州の都市で導入されている。

## 概要
トラムトレインの最大の特徴は、日本の軌道法に相当する軌道線での運用が必須条件の高規格（速度等）路面電車を一般の鉄道線（日本では鉄道事業法上の鉄道線に相当）にも走行させることにある。さらに多くの事例では都心部の軌道線に直通し、その場合は都市郊外（及び中距離圏）の鉄道線と都心を直結する交通機関を提供する。この「一般の鉄道線」は、ヘビーレールと呼ばれる場合がある。
なおドイツのヘビーレールは標準軌間鉄道に関する法令（EBO：Eisenbahn-Bau- und Betriebsordnung）に則って運行され、トラムトレインは路面電鉄の規格に加え、この規格を満たすことも必要である。ただしドイツでは、郊外電鉄（日本では地方私鉄の郊外電車に相当する路線）と路面電鉄とが直通する事例は数多いが、そのような郊外電鉄はヘビーレールとはみなされず、従ってトラムトレインとは扱われない。

### 利点
トラムトレイン向けに設計された車両（高規格の路面電車）を用いることは高頻度運行や乗降の容易性等の高品質サービスを提供し易い。また旅客は市街の中心部と郊外との間を一本の列車で行き来でき、中央駅などで乗り換える必要が無い。
また、機関車牽引の列車に比べれば、運行コストの削減にも寄与する。

### 欠点
トラムトレインの車輛は、多くが幅2.7m・全長37m程度である。これは通常の路面電車よりも大きいが、もともとの鉄道線車輛に比べると幅は狭く長さは短い。

## 実例

### 分類
大きく分けて、以下の4つの事例が存在する。

#### カールスルーエなど

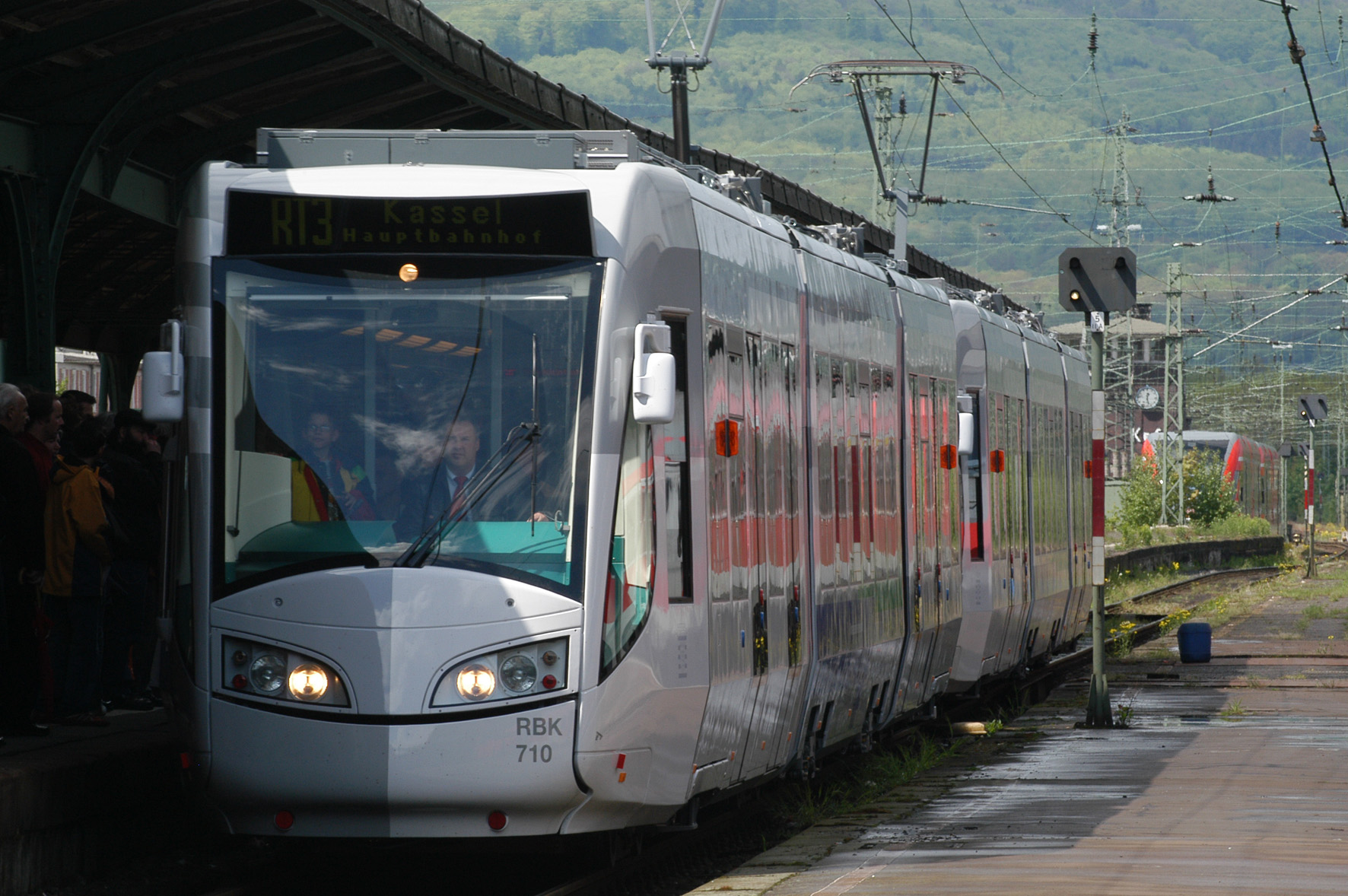
カッセルの車輛。アルストム製のレギオシタディスでハーグでも使用される。

路面電車線と鉄道線をそれぞれの規格に準じて走らせることができるもの。ドイツのカールスルーエ、ザールブリュッケン、カッセル、スペインのアリカンテ、オランダのハーグ、ゴーダ～ライデン（RijnGouweLijn）が該当する。双方のシステムに対応した車輛が必要になる。
カールスルーエ、ザールブリュッケンでは、路面電車よりも高速で走るシュタットバーン用の車輛をベースに、交直流両用化した車両を導入した。カッセルではこれに加え、直流電気架線集電とディーゼル発電の両用車を用い、非電化区間への乗り入れも行なう。アリカンテは乗り入れ先の非電化鉄道線を電化して対応した。車輛の導入コストなどは高いが、双方の特性に対応した運行ができる。なお、この車輛を用い、鉄道線区間のみを走行する列車も設定されている。

#### ケムニッツなど

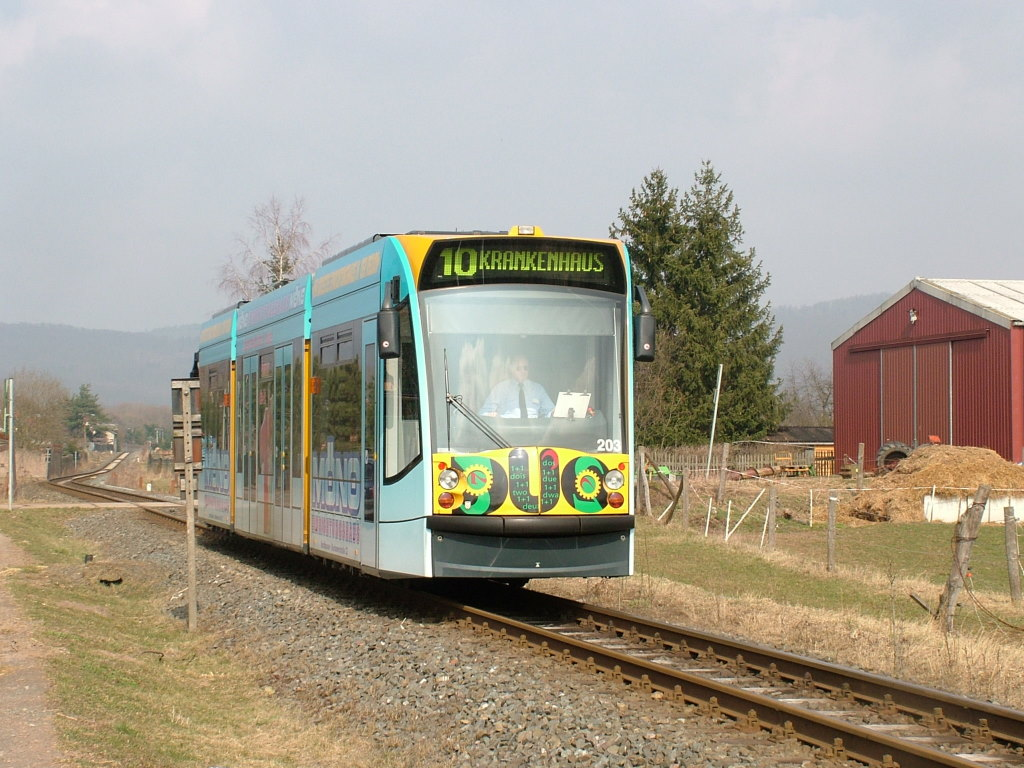
ノルトハウゼンでは路面電車用の超低床電車にディーゼル発電機を搭載して対応した。

路面電車の車輛を、そのまま鉄道線に乗り入れさせたもの。ドイツのケムニッツ、ノルトハウゼンが該当する。
ケムニッツでは、鉄道線が非電化の支線であったため、路面電車線と同じ直流750Ｖ架線集電式で電化の上で乗り入れさせた。車輛は、路面電車用の超低床車（バリオバーン）を用いている。なおケムニッツ・モデルと呼ばれることがある。一方でノルトハウゼンは、軌間1000mmのハルツ狭軌鉄道へ乗り入れた。こちらは路面電車用の超低床車（コンビーノ）にディーゼル発電機を積んで対応した。

#### ツヴィッカウなど

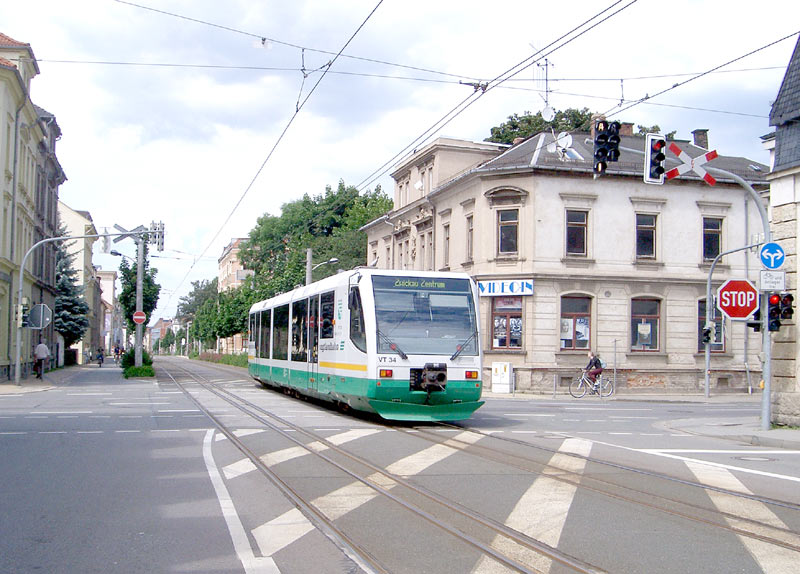
ツヴィッカウでは路面電車線を3線軌条化した。鉄道線のディーゼルカーがそのまま乗り入れる。

路面電車線に鉄道線車輛がそのまま乗り入れるもの。ドイツのツヴィッカウが該当する。
ヘビーレールであってもホームが低い欧州大陸ならではの方法で、路面電車線に鉄道線の軽量気動車（レギオ・スプリンター）がそのまま乗り入れる。なお、ツヴィカウの路面電車線は軌間1000mm、鉄道線は軌間1435mmであるため、乗り入れ区間は3線軌条となっている。

#### パリ・トラムT4線など

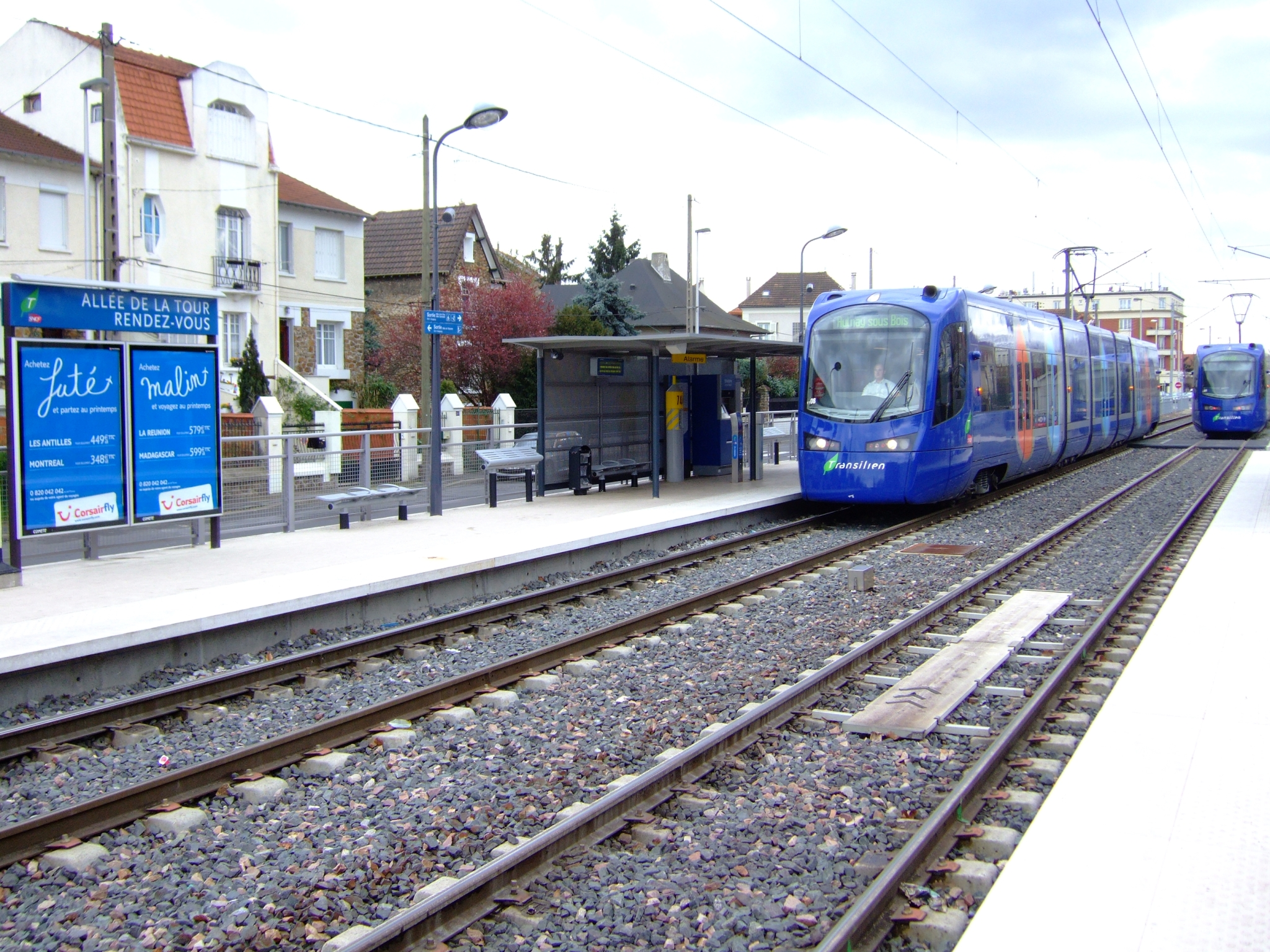
パリのＴ4線は、従来の鉄道線を転換しトラムトレイン規格の車輛を用いる等により利便性を高めた。

フランスのパリ郊外（T4線）、日本の富山などでは、従来の鉄道線を転換し、トラムトレイン規格もしくは路面電車規格の車輛を用いるようにしている。これらでは高頻度運行を実現しているが、全体的に市内線指向が強く、他のトラムトレインの特徴である鉄道線を市内中心部まで直通させる事例とは異なる。
なお、パリはカールスルーエなどと同様の鉄道線・軌道線の双方に直通可能な車輛を用い架線電圧は鉄道線のまま（交流25000V 50Hz）なのに対し、富山は路面電車車輛を用い架線電圧も路面電車線に合わせた（直流600V）点が異なる。
台湾でも2017年に基隆軽軌の市外区間を、3線化されたものの有効活用されていない縦貫線（七堵駅 - 汐科駅）を介して基隆駅と南港展覧館駅を結ぶトラムトレインの計画が始動した。南港展覧館付近は併用軌道となる。ただし台鉄路線のインフラを受け持つ交通部鉄路改建工程局は既に同区間の線路容量は飽和状態であり、増便については否定的である。

### 各都市の事例

#### カールスルーエ（およびハイルブロン）

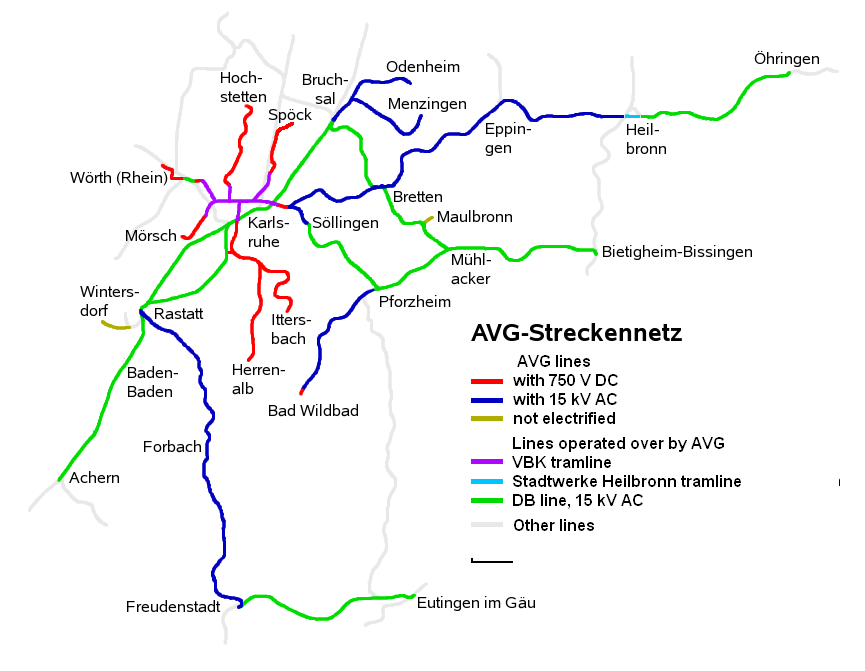
カールスルーエの路線網は約400kmと他のトラムトレインに比べ格段に規模が大きい。図中、緑色と青色の線の区間がトラムトレインが走る鉄道線。

カールスルーエはドイツ南西部のバーデン＝ヴュルテンベルク州の、人口約28万人の都市である。以前から路面電車線のネットワーク拡大に熱心であり、それも既存の鉄道網を活用した方式に特徴がある。1958～1971年にかけて市の南側へ延びる軌間1000mmのアルブタール鉄道（カールスルーエ～エトリンゲン～バートヘレンアルプ、イータスバッハ）を路面電車線と同一の軌間1435mm、直流750V電化に順次改築して乗り入れを開始、1979年には市の北部ホホシュテッテン(Hochstetten)への路線延長に際し、ドイツ連邦鉄道（DB 現在のドイツ鉄道）の貨物線であるハルト線を借用し軌道を共有した。後のカールスルーエモデルの原形となる。
更なる路線網の拡張を目指して、1984年に連邦鉄道の旅客線への乗入れの研究を開始。運行規則や路線規格の大幅な違いを乗り越えて、1992年に実現した。これがトラムトレインの第1号とされる。市街東部に全長2.8kmの連絡線を敷設、連邦鉄道クライヒガウ線のブレッテンまでの約21kmを交流15kV・16.7Hz電化、駅の増設等を実施、車輛はデュワグ社（DUEWAG）のシュタットバーン用車輛を鉄道線対応・交直両用化したGT8-100C/2S（全幅2.65m、長さ37mの8軸3車体式）を投入した。最高速度は100km/hである。これにより、1年後には乗客が5倍に増加した。
その後、中央駅付近と市街北西に連絡線を増設し乗り入れ区間を大幅に拡大。更に、ドイツ鉄道線内のみを運転する列車をトラムトレイン用の車輛に置きかえるなどの結果、その走行区間の総延長は400kmに達している。
このうち南東方面のライン線ラシュタット、バーデン＝バーデン方面はドイツとスイスを結ぶ幹線路線であり、超高速列車のICEが在来線とはいえ200km/hで走行する区間にトラムトレインが乗り入れる。
また、トラムトレインの終点となったヴェルト、バートヴィルトバートでは短距離の市内線を建設して、路線を更に延長した。
同様に、1999年にトラムトレインの終点となったハイルブロン（人口約10万人）でも、同様に短距離の市内線を2001年に建設したが、ここは2005年に更に路線を延長して、もう一度鉄道線に乗り入れ約25km東のエーリンゲンが終点となった。ハイルブロンはカールスルーエから東に約70km離れており、独立した都市圏を形成する。従って、2つの都市のトラムトレインが連結した形になったといえる。
路線拡大にあたり、GT8-100D/M-2Sが製造された。台車以外の部分の床高さを580mmに下げたことが特徴である。一部車輛は中間車体にビュッフェが設けられたがこれは現在は使われていない。しかし、同時にとりつけられたトイレは後の増備車に生かされている。
なお、カールスルーエのトラムトレインは、他の都市ではSバーンを示すS**の系統番号が振られている。このうちS3のみはライン・ネッカー地区（マンハイム、ハイデルベルク、カイザースラウテルン等）のSバーンが乗り入れている。